# U.S. Futures Exchange
Die U.S. Futures Exchange (USFE) in Chicago ist eine elektronische Terminbörse für Futures. Im Oktober 2006 beteiligte sich die Man Group mehrheitlich an der USFE.
Die USFE ist eine vollelektronische Börse, deren derzeitige Plattform auf dem Eurex-System, das von der Deutsche Börse Systems, eine Tochter der Deutsche Börse AG entwickelt wurde, basiert.